# Coppa nordamericana di cricket
La Coppa nordamericana di cricket  è una competizione continentale per nazioni che assegna il titolo di squadra campione nordamericano di cricket nel format T20. La prima edizione della manifestazione si è svolta nel 2025.

## Edizioni
| Edizione      | Edizione      | Podio    | Podio   | Podio                |
| Anno          | Organizzatore | Campione | Seconda | Terza                |
| ------------- | ------------- | -------- | ------- | -------------------- |
| 2025 Dettagli | Isole Cayman  |          |         | Isole Cayman Bermuda |

## Partecipazioni
Nella seguente tabella le squadre partecipanti per ogni edizione, con relativo piazzamento finale.
| Nazione             | 2025 |
| ------------------- | ---- |
| Bahamas             | 5    |
| Bermuda             | 3    |
| Canada              | Q    |
| Isole Cayman        | 3    |
| Stati Uniti         | Q    |
| Numero partecipanti | 5    |